# Too Old to Die Young (série télévisée)
Pour l’article homonyme, voir Too Old to Die Young.
Too Old to Die Young est une mini-série américaine en dix épisodes d'environ 75 minutes en moyenne, créée et co-écrite par Nicolas Winding Refn et Ed Brubaker, et mise en ligne le 14 juin 2019 sur le service de vidéo à la demande Prime Video.
Les épisodes 4 et 5 sont présentés en hors-compétition au 72e festival de Cannes, en avant-première mondiale.

## Synopsis
La série suit « un policier en deuil qui, avec l'homme qui a tiré sur son partenaire, se retrouve dans un monde souterrain peuplé de tueurs de la classe ouvrière, de soldats Yakuza, d'assassins du cartel envoyés du Mexique, de capitaines de la mafia russe et de bandes de tueurs d'adolescents. »

## Distribution

### Acteurs principaux
- Miles Teller (VF : François Santucci) : Martin Jones
- Jena Malone (VF : Noémie Orphelin) : Diana DeYoung
- John Hawkes (VF : Frédéric Popovic) : Viggo Larsen
- Augusto Aguilera (en) (VF : Nicolas Duquenoy) : Jesus Rojas
- Nell Tiger Free (VF : Leslie Lipkins) : Janey Carter
- Cristina Rodlo (es) (VF : Diane Kristanek) : Yaritza

### Acteurs récurrents
- William Baldwin (VF : Emmanuel Karsen) : Theo Carter
- Callie Hernandez (VF : Adeline Chetail) : Amanda
- Babs Olusanmokun (VF : Daniel Njo Lobé) : Damian
- Celestino Cornielle (VF : Florian Wormser) : Celestino
- Dereck Smith : Raheem (6 épisodes)
- Carlotta Montanari (en) (VF : Patricia Spehar) : Magdalena (5 épisodes)
- Chris Coppola (en) : Melvin Redmond (4 épisodes)
- Kegn Matungulu : Nino (4 épisodes)
- Manuel Uriza (VF : Yann Guillemot) : Alfonso (4 épisodes)
- Gino Vento : Jaime (4 épisodes)

 Source et légende : version française (VF) sur RS Doublage

## Production
Dix épisodes ont été commandés en février 2017.
Le 27 juillet 2019, Amazon annonce que la série n'aura pas de deuxième saison.

## Épisodes
1. Volume 1 : Le Démon (Volume 1: The Devil)
2. Volume 2 : Les Amants (Volume 2: The Lovers)
3. Volume 3 : L'Hermite (Volume 3: The Hermit)
4. Volume 4 : La Tour (Volume 4: The Tower)
5. Volume 5 : Le Bouffon (Volume 5: The Fool)
6. Volume 6 : La Grande Prêtresse (Volume 6: The High Priestess)
7. Volume 7 : Le Magicien (Volume 7: The Magician)
8. Volume 8 : Le Pendu (Volume 8: The Hanged Man)
9. Volume 9 : L'Impératrice (Volume 9: The Empress)
10. Volume 10 : Le Monde (Volume 10: The World)

## Distinction
- Festival de Cannes 2019 : sélection officielle, hors compétition